# Valdemar Birgersson
Valdemar Birgersson, född omkring 1238 eller 1239, död 26 december 1302 på Nyköpingshus, var kung av Sverige 1250–1275, son till Birger jarl och Ingeborg Eriksdotter av Sverige och gift 1260 med Sofia Eriksdotter av Danmark.
Från och med Valdemars regering upphöjdes en väletablerad svensk högreståndssläkt från Bjälbo till svensk kungaätt genom ingiftet i den Erikska ätten vilken utslocknade med Valdemars morbror kung Erik.

## Biografi
Valdemar efterträdde sin morbror Erik Eriksson som kung 1250, alltså som minderårig, eftersom han härstammade från fyra mäktiga familjer. Hans farfar var Magnus Minnesköld, som stupade i slaget vid Gestilren, ett av slagen mot Sverkerska ätten. Hans farmor var Ingrid Ylva, som möjligen var sondotter till Sverker den äldre. Hans morfar var kung Erik Knutsson av Sverige och hans mormor Rikissa av Danmark, dotter till Valdemar den store. 
Valdemar kröntes till kung vid elva års ålder. Det skedde i Linköpings domkyrka år 1251. Olaus Petri beskrev kungavalet i En svensk krönika:
| ” | Thå swarade her Joar Vndan thenna kiortelen som jach haffuer påå mich wilie wij få en konung, När Birger Jerl thet hörde, befruchtade han sich, at både han och hans son skulle mista konunga dömet, ther fore gaff han sich til fridz med thet som giordt war med hans son, Och wardt konung Valdemar crönter i Lincöping, Epter Christi byrdh Tolff hundrade itt och femtiyo åår, [och ther med stillades then trettan som hade warit emillan konung Suerkers och S. Erics slecht, ty konung Waldemar war på fädhernet aff konung Swerkers och på Modhernett aff S: Erichs slecht.] | „ |

Olaus Petris beskrivning haltar en hel del, för kungavalet stillade knappast någon träta. Konflikter med andra tronpretendenter, vilka med Upplands folkungar satte sig upp mot Birger jarls centralmakt, samt djupa konflikter mellan syskon i kungafamiljen med dödlig utgång, skulle pågå i minst hundra år. Efter 25 år som kung måste Valdemar och hustrun Sofia fly ur landet, och Valdemar dog senare på Nyköpingshus, fängslad av brodern Magnus Ladulås.
De ratade tronpretendenterna Filip Knutsson och Knut Magnusson gjorde efter kungavalet uppror som ledare för folkungarna och samlade en blandad här av norrmän och tyska legoknektar. Upprorshären förlorade dock mot Valdemar och fadern Birger jarls armé i slaget vid Herrevadsbro i Västmanland. Upprorsmakarna liksom flera tyska soldater avrättades.
Under de första sexton åren var Valdemars far Birger jarl den faktiske regenten. Under dennes styre infördes de så kallade fridslagarna som reglerade hemfriden, kyrkofriden, tingsfriden och kvinnofriden. År 1260 gifte sig Valdemar sig med Sofia Eriksdotter av Danmark. Giftermålet skedde sannolikt i Jönköping men platsen kan även ha varit Öninge i Ödeshög, Erikskrönikan uppger Ymninge. År 1266, när Valdemar var omkring 26 år gammal, avled fadern Birger jarl. Valdemar fortsatte som kung till 1275, blott nio år efter faderns död. 
1274 gjorde han på grund av sina kärleksaffärer en botgöringsfärd till Rom.

### Konflikt med bröderna
När kung Valdemar återvände från Rom tycks han ha råkat i konflikt med sina bröder. Valdemar verkar ha haft en arvstvist med brodern Erik. Erik fick stöd av stormannen Johan Filipsson, men Valdemar fängslade dem båda. Erik flydde och fick nu stöd av brodern Magnus. Detta ledde till ett uppror 1275. Erik och Magnus fick av den danske kungen Erik Klipping även danska knektar, och Valdemar förlorade mot dem i slaget vid Hova. Valdemar och Sofia flydde till Norge. 

### Valdemar avsätts
När Valdemar strax därefter återvände till Sverige för att ta upp kampen tillfångatogs han. Hans bror Magnus Ladulås tog makten och valdes till kung. Valdemar frigavs dock och kallades hertig över Götaland.[källa behövs]
Genom att Magnus inte betalat sin skuld till Erik Klipping gjorde Magnus år 1276 gemensam sak med Valdemar. Krig utbröt mellan Sverige och Danmark. Kung Magnus föredrog då att betala skulden och lämna staden Lödöse i pant. Även med Valdemar valde kungen förhandlingsvägen. År 1277 fick Valdemar hela Götaland som hertigdöme mot att han avsade sig kungavärdigheten och erkände Magnus som sin överherre.
Om Valdemar var inblandad i Folkungaupproret som nästan störtade Magnus från tronen är osäkert. Dock fråntogs Valdemar sina förläningar och avtvingades en förnyad tronavsägelse. Därefter kom han att vistas nio år i Danmark, där han under 1284–85 innehade Malmö.

### Fängslas och dör i Nyköping
Av okänd anledning återvände Valdemar till Sverige. Brodern Magnus lät år 1288 sätta honom i fängelse på Nyköpingshus, officiellt på grund av att han var otillräknelig och hade väckt anstöt genom sitt lättsinniga leverne. Han dog 1302 på Nyköpingshus. Enligt en traditionell uppfattning är han begravd i Vreta kloster. Enligt en nyare hypotes har han begravts i Riddarholmskyrkan i Stockholm.

### Eftermäle
Kung Valdemar har under sin 25-åriga regeringstid egentligen lämnat relativt få spår. Han har desto mer omtalats för sina kärleksaffärer.

## Familj
Valdemar var gift med Sofia Eriksdotter av Danmark. Han hade också flera älskarinnor kända med namn, främst svägerskan prinsessan Jutta av Danmark, och även (möjligen hustrur efter Sofia) "Kristina av Danmark" (okänd härstamning), Katarina av Gützkow (dotter till hertig Jaxa av Salzwedel) samt den sista som hette Lukardis som han troligen blev vigd med.
Barn med Sofia Eriksdotter av Danmark:
1. Erik (död 1261), begravd i Sigtuna
2. Ingeborg (1261/1263–1290/1292), grevinna av Holstein
3. Erik (1271/1272–1330)
4. Marina gm Greve Rudolf von Diepholz
5. Rikissa, (död c. 1292), drottning av Polen
6. Katarina (–1283)
7. Margareta, nunna

Barn med Jutta av Danmark:
1. En son, som skall ha fått en dotter som blev anmoder för ätten Leijonhufvud, varför de i början förde de tre danska leoparderna i sitt vapen och senare bytte till lejonhuvuden. Denne sons existens betvivlas dock av genealogiska forskare som Otto S. Brenner.